# Samia wangi

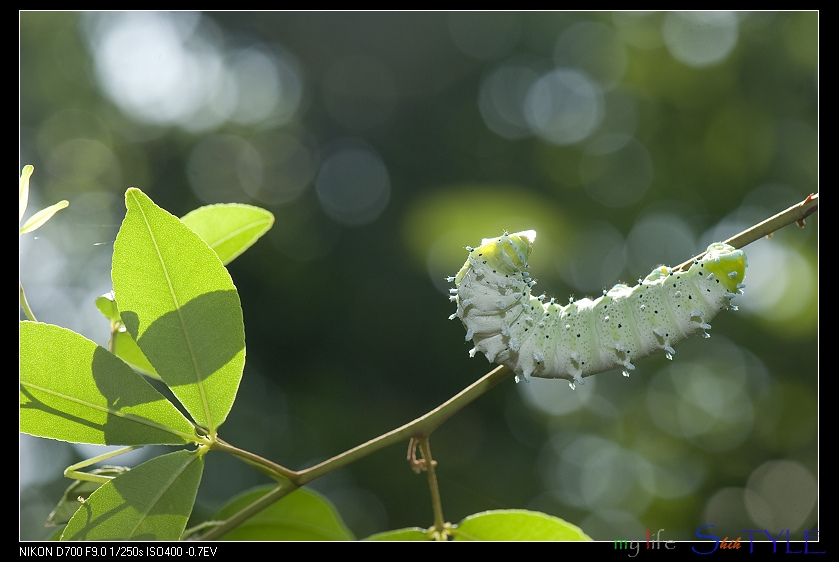
Bruco di S. wangi

Samia wangi, la falena minore dell'Atlante, è una specie di falena della famiglia Saturniidae. Si trova a Taiwan, nel Vietnam settentrionale, nel Tibet orientale, nel Sichuan, nel sud dello Shaanxi e nel sud dello Zhejiang.